# آدلانژ
آدلانژ (به فرانسوی: Adelange) یک کمون در فرانسه است که در Canton of Faulquemont واقع شده‌است.

## خصوصیات
آدلانژ ۵٫۸۱ کیلومترمربع مساحت و ۲۳۶ نفر جمعیت دارد و ۲۵۰ متر بالاتر از سطح دریا واقع شده‌است.